# Sematophyllum phoeniceum
Sematophyllum phoeniceum är en bladmossart som beskrevs av Fleischer 1923. Sematophyllum phoeniceum ingår i släktet Sematophyllum och familjen Sematophyllaceae. Inga underarter finns listade i Catalogue of Life.